# Теннис на Панамериканских играх 2011

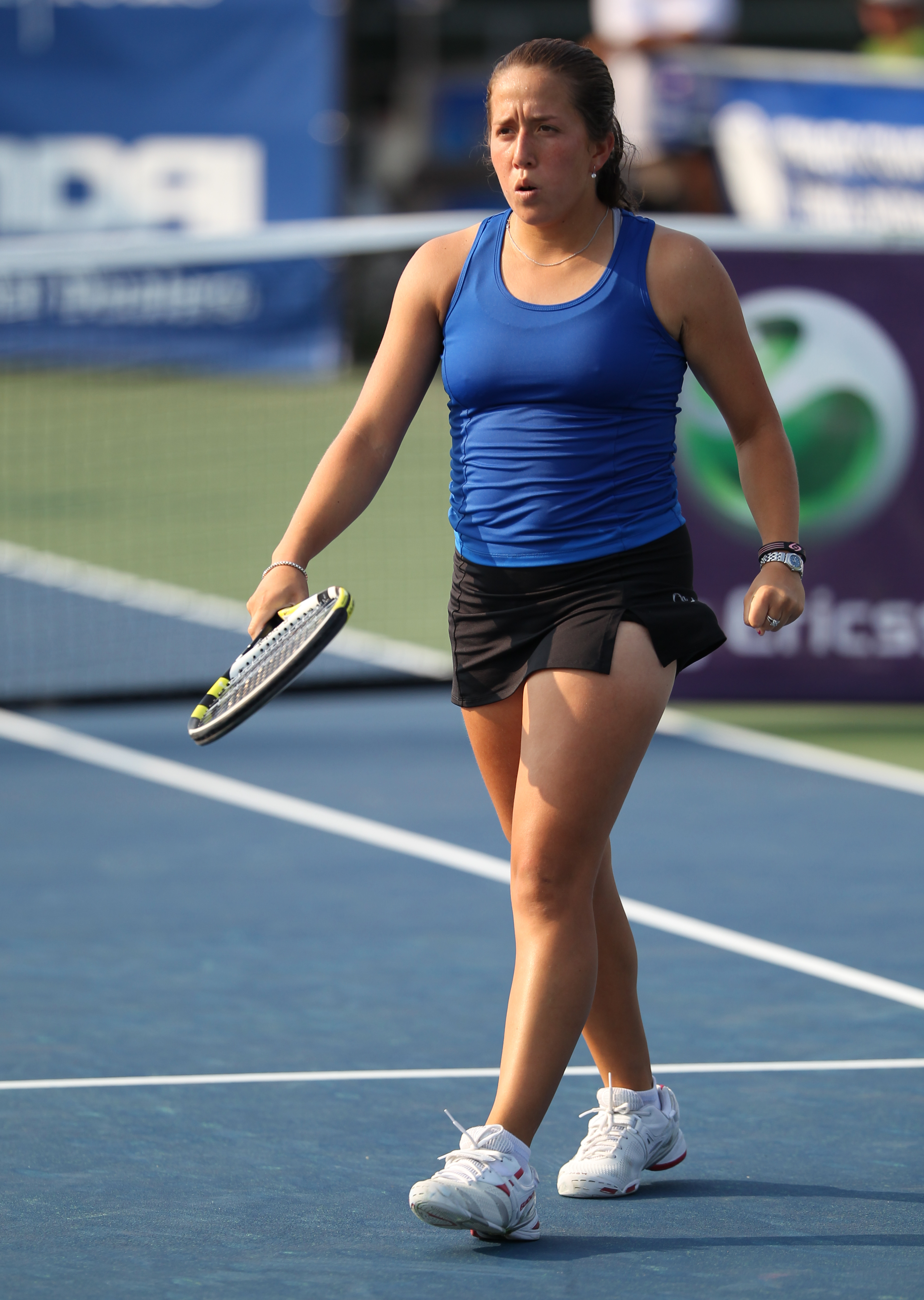
Ирина Фалькони — чемпионка женского одиночного турнира в составе сборной США.

Соревнования по теннису на XVI летних Панамериканских играх прошли с 17 по 22 октября 2011 года на кортах Complejo Telcel de Tenis в Гвадалахаре, Мексика, выявив обладателей 5 комплектов наград.

## Общая информация
Теннисный турнир Панамериканских игр 2011 года проводится в год шестидесятилетия включения вида спорта в программу игр.
Соревнования в мужской части собрали довольно слабый состав: почти все лидеры одиночного тенниса региона предпочли играть соревнования профессионального тенниса и первой ракеткой турнира стал аргентинец Орасио Себальос, на момент старта турнира турнира бывший 105-й ракеткой мира; парное соревнование было ненамного сильнее. Женские турниры были чуть представительнее за счёт того, что USTA отправила на турнир двух своих прогрессирующих юных теннисисток: Кристину Макхейл и Ирину Фалькони; в парном турнире компанию американкам составили достаточно сильные дуэты из Аргентины и Колумбии.

## Обзор
В мужских турнирах лучше всего себя проявила пара колумбийцев — Роберт Фара и Хуан Себастьян Кабаль. Они выиграли парный турнир и могли сыграть в матче за титул, но Хуан Себастьян проиграл в четвертьфинале бразильцу Рожериу Дутре да Сильве, который позже вышел в финал. Принимавший участие в турнире двукратный олимпийский чемпион Николас Массу уступил в третьем круге одиночного турнира и в четвертьфинале парного (где играл с Хорхе Агиларом). В женских соревнованиях ход USTA оправдался лишь отчасти: в одиночном турнире обе американке добрались до медалей, но Макхейл не смогла выйти в финал, уступив пуэрториканке Монике Пуиг; в парном соревновании осечка случилась в финале. Сетка микста формировалась по остаточному признаку и здесь наилучшим образом смогла себя проявить мексиканская пара с Сантьяго Гонсалесом.

## Медали

### Медалисты
| Категория                 | Золото                                  | Серебро                                      | Бронза                                  |
| Одиночный разряд, мужчины | Роберт Фара                             | Рожериу Дутра да Силва                       | Виктор Эстрелья                         |
| Одиночный разряд, женщины | Ирина Фалькони                          | Моника Пуиг                                  | Кристина Макхейл                        |
| Парный разряд, мужчины    | Хуан Себастьян Кабаль Роберт Фара       | Хулио Сесар Кампосано Роберто Кирос          | Николас Монро Грег Уэлетт               |
| Парный разряд, женщины    | Мария Иригойен Флоренсия Молинеро       | Ирина Фалькони Кристина Макхейл              | Каталина Кастаньо Мариана Дуке-Мариньо  |
| Смешанный парный разряд   | Ана Паула де ла Пенья Сантьяго Гонсалес | Андреа Кох Бенвенуто Гильермо Ривера-Арангис | Ана-Клара Дуарте Рожериу Дутра да Силва |

### Общий зачёт
| Общее количество медалей |                          |        |         |        |       |
| Место                    | Страна                   | Золото | Серебро | Бронза | Всего |
| 1                        | Колумбия                 | 2      | 0       | 1      | 3     |
| 2                        | США                      | 1      | 1       | 2      | 4     |
| 3                        | Аргентина                | 1      | 0       | 0      | 1     |
| 3                        | Мексика                  | 1      | 0       | 0      | 1     |
| 4                        | Бразилия                 | 0      | 1       | 1      | 2     |
| 5                        | Чили                     | 0      | 1       | 0      | 1     |
| 5                        | Эквадор                  | 0      | 1       | 0      | 1     |
| 5                        | Пуэрто-Рико              | 0      | 1       | 0      | 1     |
| 6                        | Доминиканская Республика | 0      | 0       | 1      | 1     |
| Всего                    | Всего                    | 5      | 5       | 5      | 15    |

## Ссылка
- Страница теннисного турнира на сайте игр  (англ.)  (исп.)